# Partido de Salto
Salto es uno de los 135 partidos-municipios de la provincia argentina de Buenos Aires. Se encuentra en el norte del interior de la provincia y su cabecera es la ciudad homónima. Su economía se basa principalmente en la agricultura, ya que las tierras del sector norte de la provincia se encuentran entre las más fértiles del mundo. En menor medida se sustenta sobre la ganadería y fuertes industrias.

## Historia
- En 1637 se otorgan Merced de tierras a los Capitanes Juan de Vergara, Manuel Gómez de Saravia, Antonio Lorenzo de Saravia; y, a Marcos de Siqueira.
- En 1737 se sitúa una guardia de avanzada de vigilancia ante los malones indios que robaban las estancias.[4]
- En 1738 se construye un fortín precario para resguardo del pago del Arrecifes.
- En 1745 el plan de fortines por el maestre de campo Juan de San Martín no dio resultado por el servicio "ad honorem" “a ración y sin sueldo” y el sacrificio inhumano que se exigía.
- En 1752, durante la gobernación de José de Andonaegui y para proveer a la defensa de la frontera interior, desguarnecida, se instala una de las tres compañías de soldados Blandengues de reciente creación, la conocida como “La Invencible”. El acuerdo del Cabildo de Buenos Aires del 17 de mayo de 1752 es de trascendencia pues quedó fijo que la compañía tendría su centro de operaciones en un lugar fijo y “una se situará a las caveseras de El Río de los Arrecifes en el Paraje que llaman El Salto...”. Se establece su principal función, destacar partidas para vigilar la frontera del peligro indígena y se designa para diputado de esta compañía a Domingo González, verdadero propulsor de la Compañía, de la erección del Fuerte de San Antonio del Salto de los Arrecifes, de su capilla y de la población, a quien el padre Guillermo Furlong le atribuyera ser el virtual fundador del Salto. Lugar de instalación, el 21 de junio de 1752, era estratégica pues el paraje del Salto ya era conocido. A raíz del recrudecimiento de los  malones que recrudecieron se decidió crear Compañías a sueldo.[5]
- En 1755, con el amparo de la compañía de blandengues, emerge en medio del desierto un principio de población rural.
- En 1780 comienza el pueblo estable del Salto.
- En 1782, en un informe al virrey Vértiz se menciona que la "Guardia de San Antonio de Salto" tenía 493 habitantes, sin incluir a los Blandengues, los solteros y los peones. Era la población más numerosa de la frontera.
- En febrero de 1815 se da respuesta a una solicitud de los vecinos  que pedían nombraran un Alcalde de Hermandad.
- En enero de 1816 se designa Alcalde de Hermandad a Teodoro Umeneta, figurando Salto como partido desde esa fecha.
- En 1821, suprimidos los Cabildos y los Alcaldes de Hermandad, Salto es incorporado al Tercer Departamento Judicial en que quedó dividida la campaña bonaerense
- En 1855 se realizan elecciones de municipales. Resultan electos José Amerallo, Manuel M. Marull, Juan Rodríguez y José Eustaquio Sierra; suplentes Ezequiel Ruiz y José M. González.[6]
- En 1868 Salto sufre las consecuencias de una epidemia de cólera que produce numerosas víctimas.
- En 1896 llega el ferrocarril, un tranvía rural de los hermanos Lacroze.
- El 6 de octubre de 1933 el partido, por ley, pasa a denominarse "Marcelino Ugarte", como homenaje al exgobernador de la provincia.
- El 21 de junio de 1946 el partido vuelve a llamarse Salto.

## Pancho Sierra
Su nombre evoca inmediatamente la figura de un ser escogido por el destino... Pancho Sierra era el enigmático personaje que muchos ansiaron conocer, ya sea por deseo de hallar alivio a sus males o por curiosidad...
Abocado al servicio del prójimo compartía el dolor y la mesa con los menesterosos. Pudo haberse forjado un brillante porvenir como hacendado o viajar por el mundo como lo hacía la gente de su posición social.. Un vaso de agua, única medicina que ofreció el llamado Milagrero, cumpliendo por vocación más que por deber este sagrado precepto.
Francisco Sierra nació el 21 de abril de 1831 en el caserío del Salto, desencarna el 4 de diciembre de 1891.

## Molino Quemado

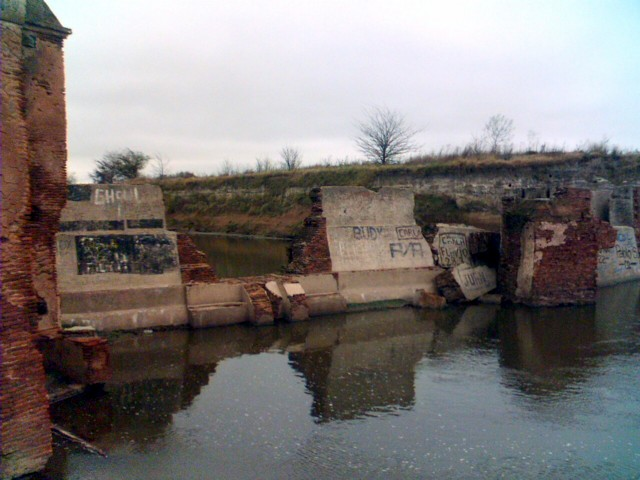
Ruinas de una esclusa del Canal del Norte sobre el cauce del Río Salto, en el paraje denominado Molino Quemado.

Molino hidráulico construido en 1856 donde se elabora una de las primeras producciones harineras que exportó Argentina a los Estados Unidos. Su nombre alude al incendio que sufrió la obra en la madrugada del 5 de abril de 1931.
La parte principal del edificio era de unos cincuenta metros de frente y de dos plantas, y aproximadamente doce metros de fondo. En la parte baja había seis ventanas y una puerta de hierro. En la parte superior, seis ventanas enrejadas. A la par existía otro local, también de dos pisos, que se utilizaba como depósito. La sala de máquinas tenía sótano, planta baja y primer piso, con el techo a dos aguas. El arroyo Saladillo Chico bordeaba todo el molino, y la rueda principal se hallaba sobre el Río Salto.
Los escasos restos se confunden con las ruinas de una de las esclusas del Canal del Norte, ambicioso proyecto abandonado hacia 1910. La frustrada idea era convertir varios ríos de la provincia en vías de transporte.

## Intendentes municipales
| Intendente               | Mandato                                           | Partido |
| Héctor Gustavo Menéndez  | 10 de diciembre de 1983 - 10 de diciembre de 1987 | UCR     |
| Victorio Carlos Migliaro | 10 de diciembre de 1987 - 10 de diciembre de 1993 | PJ      |
| Ricardo José Alessandro  | 10 de diciembre de 1993 - 10 de diciembre de 2003 | PJ      |
| Edgardo Raúl Burgos      | 10 de diciembre de 2003 - 10 de diciembre de 2007 | ARI     |
| Victorio Carlos Migliaro | 10 de diciembre de 2007 - 30 de junio de 2009     | PJ      |
| Oscar René Brasca        | 30 de junio de 2009 - 10 de diciembre de 2015     | PJ      |
| Ricardo José Alessandro  | 10 de diciembre de 2015 - al presente             | PJ      |

## Localidades del Partido

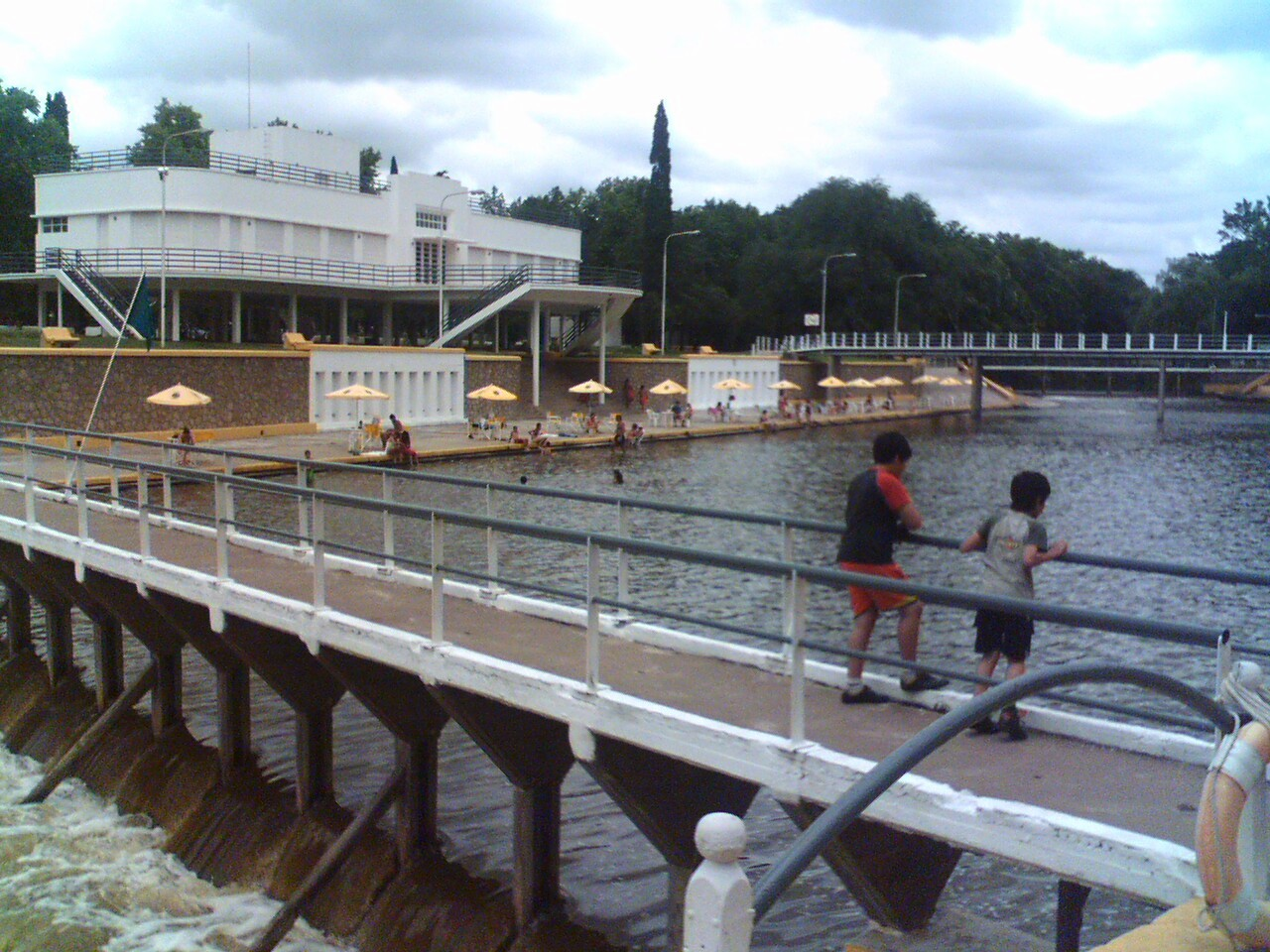
Balneario de Salto un día por la mañana.

Población según censo 2010.
- Salto (27.466 hab.)
- Arroyo Dulce (1.715 hab.)
- Inés Indart (911 hab.)
- Gahan (648 hab.)
- Berdier (177 hab.)
- La Invencible (77 hab.)

### Parajes
- Monroe
- Coronel Isleño
- Crisol
- Tacuarí
- Los Ángeles

## Demografía
Según los resultados definitivos del censo de 2022 la población del partido alcanza los 39.425 habitantes.

### Estructura
La población se encuentra repartida en 20 149 mujeres y 19 276 hombres, con un índice de masculinidad de 95,6 hombres por cada 100 mujeres. 
La edad mediana de la población es de 33 años (34 años entre las mujeres y 32 años entre los hombres).
El 13,5% de la población tiene más de 65 años (misma cifra que en 2010), y el 3,4% de la población tiene más de 80 años (frente al 3,7% en 2010)

### Salud y educación
El 69,0% de la población tiene al menos un tipo de cobertura de salud. 
Unas 12 351 personas asisten a algún tipo de establecimiento educativo de cualquier nivel y unas 3 882 personas tienen un título terciario o superior (10,6% sobre el total de la población). La tasa de alfabetización es del 99,6

### Migraciones
De las personas residentes en el partido, unas 7 482 (19,0% del total de población) nacieron en otra provincia, y unas  754 (1,9% del total de población) lo hicieron fuera del país, siendo los grupos de inmigrantes más numerosos los provenientes de:
- Paraguay: 147 personas
- Bolivia: 110 personas
- Uruguay: 38 personas
- Italia: 37 personas
- Venezuela: 36 personas

### Hogares
En el partido hay un total de 15 390 viviendas  y 14 184 hogares. 
En cuanto al régimen de tenencia y regularidad de la propiedad de las viviendas, el 61,5% es propia, el 22,0% es alquilada, el 7,9% es cedida o prestada, y el resto se encuentra en otra situación.
Sobre el total de hogares, 13 024 (91,8% del total) tiene acceso a red pública de agua corriente, 6 802 (47,9% del total) tiene desagüe y descarga a red pública cloacal, 7 003 (49,3% del total) tiene acceso a red pública de gas, y 11 788 (83,1% del total) tiene acceso a red de internet en la vivienda. 